# Helena Suárez Val
Helena Cristina Suárez Val, más usualmente conocida solo como Helena Suárez Val, es una investigadora académica, activista feminista, desarrolladora web, mapeadora y productora de comunicación nacida en Montevideo, Uruguay. Ha vivido gran parte de su vida entre Uruguay e Inglaterra. Es creadora de la base de datos Feminicidio Uruguay, que monitorea y mapea georeferenciadamente los feminicidios ocurridos en la zona desde el 2015.

## Biografía
Estudió su maestría de Género, Media y Cultura en la Universidad de Goldsmiths en Londres y es doctora por la Universidad de Warwick en Inglaterra. 
Se inició como programadora y comenzó a trabajar con organizaciones no gubernamentales desde joven. Se involucró más con movimientos feministas en el 2012 en Uruguay. Fue ahí donde inició su activismo monitoreando feminicidios junto con un colectivo de mujeres. Después de un tiempo, continuó estudiando y leyendo más sobre el tema y se propuso representar los casos de feminicidios de una forma más visual, siendo así como comenzó Feminicidio Uruguay.

## Trabajo de datos y activismo digital
La académica explica que aunque los términos feminicidio y femicidio suelen utilizarse indistintamente, varias activistas como ella deciden usar la palabra feminicidio, incluso traduciéndola de igual manera al inglés, es decir, Feminicide. Lo anterior porque sitúan su trabajo en Latinoamérica y siguen lo propuesto por la antropóloga mexicana Marcela Lagarde cuando argumenta que la distinción es que los feminicidios son los asesinatos de mujeres que tienen un motivo de género detrás y en los cuales el Estado tiene una responsabilidad directa por la impunidad con la que lo perpetúan.
El sitio de Feminicidio Uruguay que fundó y trabaja hasta la fecha, es la única base de datos pública de dicho país.
Sobre su trabajo, la académica Catherine D’Ignazio ha dicho que Suárez Val se preocupa entre otras cosas por los impactos emocionales y afectivos que tiene la participación en las redes y medios sociales en relación con el tema del feminicidio y ello se ve bien reflejado en su tesis de doctorado titulada Cuidando, con datos: Una exploración de la politicidad afectiva de los datos de feminicidio.
 

En una entrevista que Stephanie Bluma hace a Suárez Val, la activista agrega:
Más allá de los usos que normalmente asociamos a los datos como estadísticas y análisis, estos datos son archivos de sentimientos que son recopilados con afectos y cuidados. 

Desde el 2019, Helena Suárez Val colidera el proyecto de investigación acción participativa Datos Contra el Feminicidio junto a Catherine D’Ignazio quien es autora del libro Feminismo de Datos y directora del Laboratorio de Feminismo de Datos (Data + Feminism Lab) que tiene su sede en el Departamento de Estudios Urbanos y Planificación del Instituto de Tecnología de Massachusetts (MIT) y Silvana Fumega de Iniciativa Latinoamericana por los Datos Abiertos ILDA. Datos contra el Feminicidio es una plataforma de análisis que desarrolla estrategias y herramientas para apoyar la producción de datos de feminicidio, tanto de dependencias gubernamentales como de organizaciones civiles y activistas autónomas.
En la colaboración de este proyecto internacional, Suárez Val aporta entre otras cosas sus saberes como activista de datos, su orientación política y la experiencia que ha obtenido hasta ahora, según explica Catherine D’Ignazio. 
Helena Suárez Val también es copresentadora del informativo feminista Nunca en Domingo, un podcast que difunde noticias con perspectiva feminista.